# Instytut Filozofii Uniwersytetu Wrocławskiego
Instytut Filozofii Uniwersytetu Wrocławskiego – jednostka dydaktyczno-naukowa Uniwersytetu Wrocławskiego należąca do struktury Wydziału Nauk Społecznych UWr. W roku 2017 Instytut zatrudniał ok. 40 osób, w większości pracowników naukowo-dydaktycznych, w tym 6 profesorów tytularnych i 14 doktorów habilitowanych.

## Historia
Na Uniwersytecie Wrocławskim od 1945 istniał Wydział Humanistyczny, z którego szybko wyodrębnił się Wydział Filozoficzno-Historyczny. W jego ramach w roku 1945-1946 powołano Katedrę Filozofii pod kierunkiem Bolesława Gaweckiego.  W następnym roku powołano II Katedrę Filozofii, kierowaną przez Henryka Mehlberga. Obie katedry rozwiązano w roku 1950, powołując jednocześnie Katedrę Logiki (Maria Kokoszyńska-Lutmanowa), Katedrę Podstaw Marksizmu i Leninizmu (Zbigniew Walczak) oraz w ramach Katedry Podstaw Marksizmu i Leninizmu Zakład Materializmu Dialektycznego i Historycznego (Seweryn Dir). Po Odwilży w 1957 powołano Katedrę Filozofii, przez kilka miesięcy kierowaną przez Kokoszyńską-Lutmanową, następnie przez Marka Fritzhanda, w latach 1966-1969 przez Jarosława Ładosza. W 1963 powstała kierowana przez Andrzeja Nowickiego Katedra Historii Filozofii. Współczesny Instytutu powołano 1 maja 1990 w ramach istniejącego od 1988 Wydziału Nauk Społecznych.

## Kierunki kształcenia
Instytut kształci studentów na kierunkach: filozofia; filozofia, specjalność: komunikacja społeczna; filozofia, specjalizacja nauczycielska. Istnieje możliwość podjęcia studiów III stopnia w Studium Doktoranckim przy Wydziale Nauk Społecznych. Ponadto instytut prowadzi następujące studia podyplomowe: Podyplomowe Studium Kwalifikacyjne Filozoficzno-Etyczne, Podyplomowe Studium Filozoficzne.

## Struktura organizacyjna
Instytut Filozofii UWr dzieli się na 9 zakładów:
- Zakład Antropologii Filozoficznej
- Zakład Estetyki
- Zakład Etyki
- Zakład Filozofii Niemieckiej
- Zakład Filozofii Nowożytnej
- Zakład Filozofii Społecznej i Politycznej
- Zakład Filozofii Starożytnej i Średniowiecznej
- Zakład Filozofii Współczesnej
- Zakład Ontologii i Teorii Poznania

## Władze
Dyrekcja:
Dyrektor: dr hab. Maria Kostyszak
Zastępca Dyrektora ds. Nauki:  dr hab. Mariusz Turowski
Zastępca Dyrektora ds. Studenckich: dr hab. Janusz Jaskóła
Zastępca Dyrektora ds. Dydaktyki: dr Paweł Wróblewski